# Éire Óg
Éire Óg, gevormd in Glasgow, Schotland in de vroege jaren 90, is een moderne muziekgroep, die in de jaren 90 uitgebreid op tournee gingen in het Verenigd Koninkrijk, Ierland, Europa, en de Verenigde Staten.
Ze maakten zich uniek door de introductie van de mars-drums in hun muziek, een stijl die vervolgens gekopieerd is door verschillende groepen van hetzelfde genre.
In hun songteksten kan men duidelijk de afkeer tegen de Engelse bezetter horen. Men kan ze rekenen tot Ierse rebel-muziek.
De naam Éire Óg betekent: Jong Ierland.